# Лебурде, Евгений Львович
Евге́ний Льво́вич (Людвигович) (Георгий Гонорьевич) Лебурде́ (1 (13) августа 1855, Санкт-Петербург, Российская империя — 1 (13) сентября 1895, санатории Халила, Выборгская губерния, Великое княжество Финляндское, Российская империя) — российский архитектор.

## Биография
Родился в Санкт-Петербурге 1 (13) августа 1855 года. С 1876 года учился в Академии Художеств, в 1881 окончил курс наук. Получил малую (1882) и большую (1883) серебряные медали Академии. В 1885 удостоен звания классного художника 2-й степени за проект «Великокняжеский дворец в столице». В 1886 году получил звание классного художника 1-й степени.
Состоял техником-архитектором Петербургской городской управы для освидетельствования торговых и промышленных построек 1-го участка Московской части. Действительный член Петербургского общества архитекторов (с 1889 года) и общества русских акварелистов.
Умер 1 (13) сентября 1895 года от туберкулёза в санатории Халила.

## Проекты и постройки

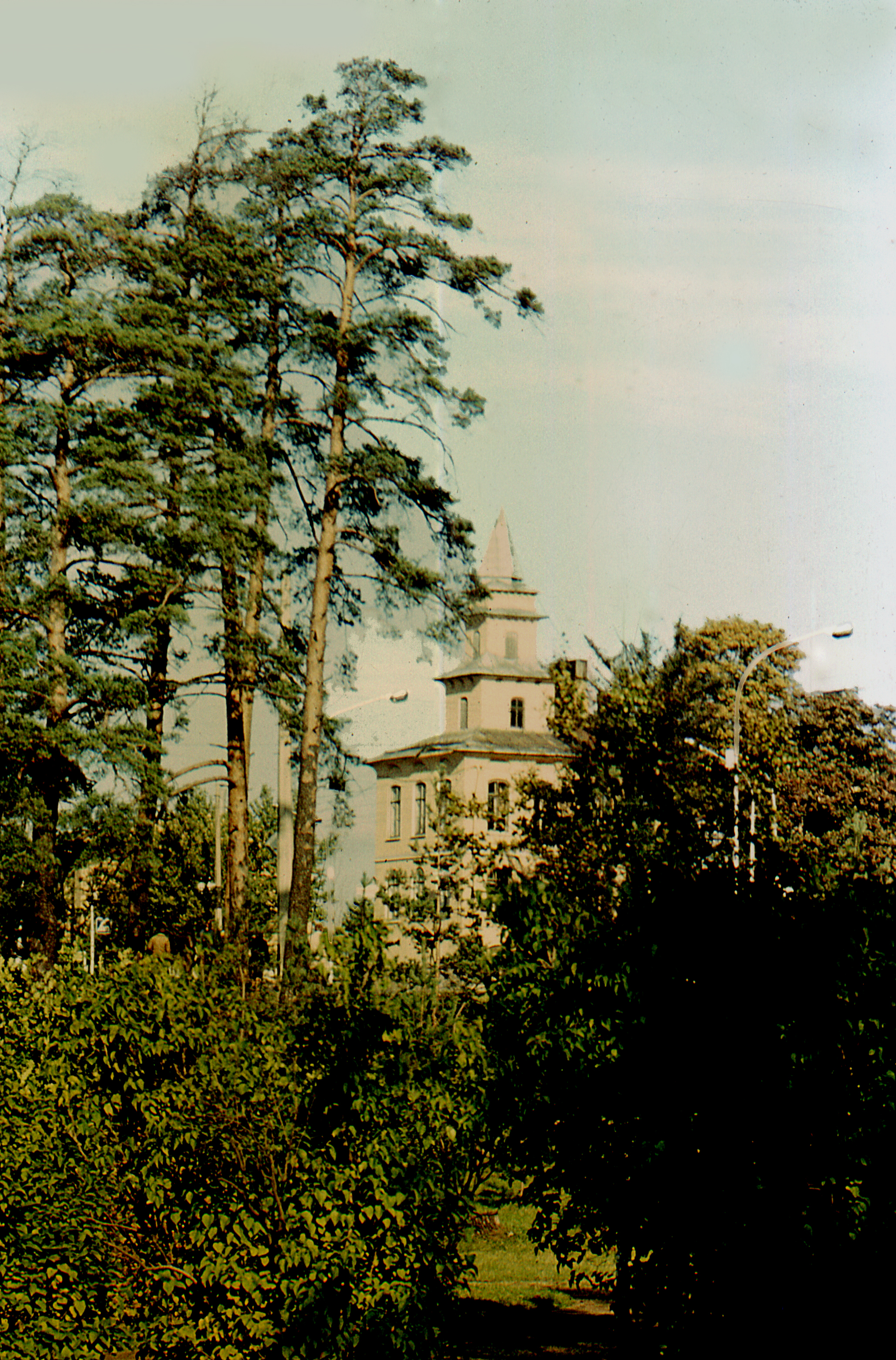
Дача П. А. Бадмаева (1970-е)

### Санкт-Петербург
- Дача П. А. Бадмаева. пр. Энгельса, 103 / пр. Тореза, 101 (1885; снесена в 1981 году в связи со строительством транспортной развязки пр. Энгельса — пр. Тореза — Северный пр. — Поклонногорская улица)[9][10][11][12].
- Церковь Воскресения Христова со зданием благотворительных учреждений при нём (руководство строительством, по проекту архитектора Л. Ф. Фонтаны). Набережная Фонтанки, 59 (1887—1894; не сохранилась)[13][14];
- Церковь Феодора Стратилата при летнем отделении приюта принца П. Г. Ольденбургского в Лесном. Проспект Непокорённых, 6 (1893; не сохранилась)[15];

### Ленинградская область
- Церковь во имя святого благоверного князя Александра Невского в санатории Халила. Санаторий «Сосновый Бор», Выборгский район (1893[16]; сгорела в 1905[17]);
- Мариинское отделение санатории Халила. Санаторий «Сосновый Бор», Выборгский район (1894)[11].

## Семья
Отец — Гонорий Францевич (фр. Honoré François) Лебурде (? — 1899/1900, Петербург), надворный советник, преподаватель французского языка в Елизаветинском училище (1868—1884), в частном женском училище 1 разряда Софьи Эдуардовны Кноп и в Римско-католической духовной академии. Мать — Евгения Викторовна Лебурде-Капронье. В семье были ещё дети:
- дочь — Мария Гонорьевна (Львовна) Лебурде-Капронье[2].
- сын — Гавриил Львович (Габриэль Иосиф) — выпускник 1-го петербургского реального училища (1879); инженер-техник, управляющий фирмы «Русское общество производства изолированных проводников электричества» М. М. Подобедова; в 1895—1902 годах — уполномоченный-распорядитель и кандидат в директора правления «Товарищества для эксплуатации электричества „М. М. Подобедов и Ко“» (на его базе в 1933-м появился «Москабель»), делопроизводитель при Совете правления (с 1902); заведующий техническим отделом (1905—1917) «Товарищества нефтяного производства братьев Нобель». Женат на Ольге Михайловне (урожд. Подобедовой), попечительнице приюта «„Вторые Ясли“ с убежищем для бесприютных детей»[2];
- сын — Рене Львович — коллежский советник, горный инженер, состоял по Главному Горному управлению с откомандированием на нефтяные промыслы «Товарищества нефтяного производства братьев Нобель» в Баку[2].

## Комментарии
1. ↑  Ныне — посёлок Санаторий «Сосновый Бор» в Выборгском районе Ленинградской области.